# 前840年代
| 千纪： | 前1千纪 |
| 世纪： | 前10世纪 \| 前9世纪 \| 前8世纪                                                                             |
| 年代： | 前870年代 \| 前860年代 \| 前850年代 \| 前840年代 \| 前830年代 \| 前820年代 \| 前810年代                    |
| 年份： | 前849年 \| 前848年 \| 前847年 \| 前846年 \| 前845年 \| 前844年 \| 前843年 \| 前842年 \| 前841年 \| 前840年 |

## 重要事件及趋势
- 中国
  - 前841年（西周共和元年），中国历史开始无争议的确切年代记载[1]。
  - 国人暴动

## 逝世
- 前848年：秦侯（秦国国君）、約沙法（犹大王国的第四任君主）
- 前847年：熊延（楚国国君）
- 前842年：約蘭 (以色列)
- 前841年：亞哈謝 (猶大)、約蘭 (猶大)

## 重要人物
- 周厉王